# Vollenhovia luctuosa
Vollenhovia luctuosa é uma espécie de formiga do gênero Vollenhovia, pertencente à subfamília Myrmicinae.